# Nakajima E4N
Nakajima E4N (яп. 九〇式二号水上偵察機, Морський розвідувальний гідролітак Тип 90-2) — серійний розвідувальний гідролітак Імперського флоту Японії періоду 1930-х років.

## Історія створення
У 1928 році Імперський флот Японії сформував технічне завдання на розробку нових розвідувальних гідролітаків далекої та ближньої дії, на заміну застарілим Yokosuka E1Y та Nakajima E2N відповідно.
У конкурсі на розробку ближнього розвідника взяли участь фірми Aichi та Nakajima, проекти яких отримали позначення «Тип 90-1» та «Тип 90-2» відповідно.
Конструктори фірми Nakajima, щоб не гаяти часу, взяли за основу американський літак Vought O2U Corsair. Літак, який отримав заводське позначення NZ, був біпланом змішаної конструкції: каркас фюзеляжу був зі сталевих труб, каркас крил був дерев'яним; обшивка полотняна. Літак був оснащений двигуном повітряного охолодження Bristol Jupiter VI, ліцензійне виробництво якого налагодила фірма Nakajima. На відміну від американського літака, японський мав два поплавки, що давало змогу підвішувати 2 бомби під фюзеляжем.
Випробування літака, який отримав позначення E4N1, показали дуже погану керованість та маневреність. Два поплавки замість одного створювали великий аеродинамічний опір. Тому флот віддав перевагу літаку Aichi E3A. Але оскільки він також не повністю задовольняв вимогам технічного завдання і вимагав доопрацювання, фірма Nakajima вирішила перепроектувати свій літак. Два збудовані прототипи були переобладнані у пасажирські Giyu-11 і продані цивільній авіакомпанії.
Новий літак, який отримав заводське позначення NJ, був розроблений на базі американського Vought О2U1, але не був його точною копією. Японські інженери збільшили розмах крила, переробили вертикальне оперення, збільшивши його площу, а також встановили двигун Nakajima Kotobuki-1 потужністю 450 к.с. На серійних машинах його замінив потужніший Nakajima Kotobuki 2 (580 к.с.).
Конструктивно літак був біпланом змішаної конструкції: сталевий каркас фюзеляжу та дерев'яний каркас крила були обтягнуті полотняною обшивкою, лише носова частина літака була обшита листовим дюралем. Центральний поплавок був металевим, з дюралевою обшивкою. Кабіни пілотів були відкриті. Літак був озброєний двома 7,7-мм кулеметами: один у задній кабіні на турелі, і один синхронний спереду. На зовнішній підвісці літака можна було нести дві 30-кг бомби. 
Випробування літака пройшли успішно. Його маневреність була на рівні винищувачів, а міцна конструкція дозволяла здійснювати бомбометання з пікірування. Були усунуті недоліки, притаманні E4N1, і у 1931 році він був прийнятий на озброєння під назвою «Морський розвідувальний гідролітак Тип 90-2» (або E4N2'). 
Переконавшись, що E4N2 переважає E3A, флот припинив виробництва літаків фірми Aichi. З 1931 по 1936 рік було випущено 80 літаків E4N2. З 1932 по 1934 роки літак випускався також фірмою Kawanishi, яка збудувала 47 машин.
З 1933 по 1936 роки було збудовано 5 літаків з колісним шасі, які отримали позначення E4N3. Пізніше декілька цих літаків були пристосовані для запуску з палуби авіаносця: на них посилили шасі та встановила гальмівні гаки. Літаки, які отримали позначення E4N2-C, випробовувались на авіаносці Рюдзьо, і навіть взяли участь у початковому етапі японсько-китайської війни (1937-1945), патрулюючи узбережжя. Але загалом флот не виявив зацікавлення до палубних розвідників, вважаючи що функції розвідки можуть виконувати переобладнані ударні літаки.
Але колісна версія літака зацікавила цивільну авіакомпанію Nihon Koku Yuso KK, яка спеціалізувалась на поштових перевезеннях. Для неї у 1933 році було виготовлено 8 літаків, які отримали позначення P-1. На місці задньої кабіни було обладнане багажне відділення. Ці літаки експлуатувались на лініях Токіо-Фукуока-Осака принаймні до 1936 року.

## Тактико-технічні характеристики (E4N2)

### Технічні характеристики
- Екіпаж: 2 чоловік
- Довжина: 8,87 м
- Висота: 3,97 м
- Розмах крила: 10,92 м
- Площа крила: 29,70 м²
- Маса пустого: 1 252 кг
- Маса спорядженого: 1 800 кг
- Двигун: 1 х Nakajima Kotobuki 2
- Потужність: 580 к. с.

### Льотні характеристики
- Максимальна швидкість: 232 км/г
- Крейсерська швидкість: 148 км/г
- Практична дальність: 1 019 км
- Практична стеля: 5 740 м

### Озброєння
- Кулеметне: 2 x 7,7-мм кулемети
- Бомбове: 2 x 30-кг бомби

## Модифікації
- E4N1 — прототип (2 екз.)
- E4N2 — серійний варіант
- E4N2-C — палубний варіант (67 екз.)
- E4N3 — варіант з колісним шасі
- Nakajima P-1 — поштовий літак (8 екз.)
- Nakajima Giyu-11 — пасажирський варіант

## Історія використання
Літаки E4N2 несли службу практично на всіх лінкорах та крейсерах японського флоту. Як правило, лінкори та важкі крейсери мали по 3 гідролітаки, легкі крейсери - по 2. Значна частина літаків несла службу у берегових частинах.
В міру того, як у частини стали надходити нові літаки Nakajima E8N, E4N2 поступово виводились з бойових частин у навчальні. Під час японсько-китайської війни вони застосовувались дуже обмежено, в основному патрулюючи китайське узбережжя. Деякі літаки, виведені з експлуатації у бойових частинах, перероблялись в транспортно-пасажирські цивільні літаки.